# Pré-operatório ginecológico
Pré-operatório ginecológico é a preparação da paciente para uma intervenção cirúrgica no âmbito da ginecologia.
O cuidado pré-operatório é um dos determinantes do sucesso cirúrgico. O seu objetivo é a redução da morbidade e mortalidade da cirurgia através da determinação das comorbidades existentes, realizar medidas para reduzir o risco e estabelecer uma boa relação médico-paciente.

## Contexto do paciente
A decisão cirúrgica acarreta um momento de grande tensão para a mulher. Em geral destaca-se o medo do desconhecido, da dor, da incapacidade e da morte. Além do possível reflexo estético, as esferas profissional, familiar e sentimental serão sempre afetadas. Cabe ao médico informar sobre riscos e possíveis limitações sejam elas temporárias ou permanentes as quais a paciente está sob risco. Assim a paciente pode se organizar adequadamente e aceitar a indicação cirúrgica. Em alguns casos o acompanhamento psicológico pode ser necessário.

## Termo de Consentimento Livre e Esclarecido
A tomada de decisão para a realização da cirurgia requer uma escolha consciente do paciente e do médico em conjunto. Para tanto é dever do médico informar em linguagem acessível a necessidade, os riscos e os benefícios de cada procedimento. É importante lembrar que o nível de detalhamento exigido por cada paciente é uma medida individual e a sensibilidade do médico é um guia para essa orientação. Para formalização desse ato pode ser utilizado o Termo de Consentimento Livre e Esclarecido, que não exime o médico de questionamentos futuros mas é uma medida de segurança profissional.